# Anton Sumerauer
Anton Sumerauer (* 1949) ist ein österreichischer Richter.
Sumerauer war Richter am Bezirksgericht Innere Stadt Wien, dem Landesgericht für Zivilrechtssachen Wien und schließlich am Oberlandesgericht Wien.
Am 1. Mai 2003 wurde Sumerauer Vizepräsident des Oberlandesgerichtes Wien und zu Beginn des Jahres 2008 als Nachfolger von Harald Krammer Präsident des Gerichtes. Beim Antritt des Dienstes als Präsident forderte er eine bessere personelle Ausstattung der Justiz. Ende des Jahres 2014 trat er in den Ruhestand.